# Hangman Jury
Hangman Jury är en låt av Aerosmith skriven av Steven Tyler, Joe Perry och Jim Vallance. Låten släpptes som den andra singeln från albumet Permanent Vacation från 1987. Sången är egentligen en gammal blueslåt bland annat av Lead Belly och Taj Mahal. På låten spelar Perry akustisk gitarr och Tyler har ändrat om texterna till jag-form.